# Mistrzostwa Europy Strongman 2007
Mistrzostwa Europy Strongman 2007 – doroczne, indywidualne zawody
europejskich siłaczy.

## Eliminacje
Data: 23 czerwca 2007 r.

Miejsce: Łódź  Polska
WYNIKI ELIMINACJI:
| Miejsce | Zawodnik             | Kraj     | Punkty |
| ------- | -------------------- | -------- | ------ |
| 1.      | Mariusz Pudzianowski | Polska   | 45     |
| 2.      | Elbrus Nigmatullin   | Rosja    | 37,5   |
| 3.      | Sławomir Toczek      | Polska   | 30     |
| 4.      | Jarosław Dymek       | Polska   | 28,5   |
| 4.      | Tarmo Mitt           | Estonia  | 28,5   |
| 6.      | Stojan Todorczew     | Bułgaria | 28     |
| 6.      | Sebastian Wenta      | Polska   | 28     |
| 8.      | Raivis Vidzis        | Łotwa    | 24,5   |
| 9.      | Rene Minkwitz        | Dania    | 22,5   |
| 10.     | Espen Aune           | Norwegia | 14,5   |
| 11.     | Antanas Abrutis      | Litwa    | 12     |
| 12.     | Boris Haraldsson     | Islandia | 12     |

Do finału kwalifikuje się ośmiu najlepszych zawodników.

## Finał
Data: 23 czerwca 2007 r.

Miejsce: Łódź  Polska
WYNIKI ZAWODÓW:
| Miejsce | Zawodnik             | Kraj     | Punkty |
| ------- | -------------------- | -------- | ------ |
| 1.      | Mariusz Pudzianowski | Polska   | 41     |
| 2.      | Sebastian Wenta      | Polska   | 36     |
| 3.      | Stojan Todorczew     | Bułgaria | 33     |
| 4.      | Raivis Vidzis        | Łotwa    | 29     |
| 5.      | Jarosław Dymek       | Polska   | 23     |
| 6.      | Sławomir Toczek      | Polska   | 22     |
| 7.      | Elbrus Nigmatullin   | Rosja    | 19     |
| 8.      | Tarmo Mitt           | Estonia  | 13     |